# TMEM106B
TMEM106B (англ. Transmembrane protein 106B) – білок, який кодується однойменним геном, розташованим у людей на короткому плечі 7-ї хромосоми. Довжина поліпептидного ланцюга білка становить 274 амінокислот, а молекулярна маса — 31 127.
| 10         |  | 20         |  | 30         |  | 40         |  | 50         |
| ---------- |  | ---------- |  | ---------- |  | ---------- |  | ---------- |
| MGKSLSHLPL |  | HSSKEDAYDG |  | VTSENMRNGL |  | VNSEVHNEDG |  | RNGDVSQFPY |
| VEFTGRDSVT |  | CPTCQGTGRI |  | PRGQENQLVA |  | LIPYSDQRLR |  | PRRTKLYVMA |
| SVFVCLLLSG |  | LAVFFLFPRS |  | IDVKYIGVKS |  | AYVSYDVQKR |  | TIYLNITNTL |
| NITNNNYYSV |  | EVENITAQVQ |  | FSKTVIGKAR |  | LNNITIIGPL |  | DMKQIDYTVP |
| TVIAEEMSYM |  | YDFCTLISIK |  | VHNIVLMMQV |  | TVTTTYFGHS |  | EQISQERYQY |
| VDCGRNTTYQ |  | LGQSEYLNVL |  | QPQQ       |  |            |  |            |

A: Аланін

C: Цистеїн

D: Аспарагінова кислота

E: Глутамінова кислота

F: Фенілаланін

G: Гліцин

H: Гістидин

I: Ізолейцин

K: Лізин

L: Лейцин

M: Метіонін

N: Аспарагін

P: Пролін

Q: Глутамін

R: Аргінін

S: Серин

T: Треонін

V: Валін

Кодований геном білок за функцією належить до фосфопротеїнів. 
Задіяний у такому біологічному процесі, як транспорт. 
Локалізований у мембрані, лізосомі, ендосомах.